# Mascagnia strigulosa
Mascagnia strigulosa är en tvåhjärtbladig växtart som först beskrevs av Henry Hurd Rusby, och fick sitt nu gällande namn av Franz Josef Niedenzu. Mascagnia strigulosa ingår i släktet Mascagnia och familjen Malpighiaceae. Inga underarter finns listade i Catalogue of Life.